# Hedyotis lianshanensis
Hedyotis lianshanensis är en måreväxtart som beskrevs av Wan Chang Ko. Hedyotis lianshanensis ingår i släktet Hedyotis och familjen måreväxter. Inga underarter finns listade i Catalogue of Life.